# Walls (album của Barbra Streisand)
Walls là album phòng thu thứ 36 của nữ ca sĩ kiêm sáng tác nhạc người Mỹ Barbra Streisand, được Columbia Records phát hành vào ngày 2 tháng 11 năm 2018. Đĩa đơn mở đường cho album, "Don't Lie to Me", là một ca khúc chỉ trích bầu không khí chính trị tại Hoa Kỳ trong nhiệm kỳ của tổng thống Donald Trump. Trong khi đó, ca khúc chủ đề ám chỉ đến việc Trump thường xuyên yêu cầu xây dựng tường tại biên giới với Mexico. Walls nhận được đề cử ở hạng mục Album giọng pop truyền thống xuất sắc nhất tại Giải Grammy năm 2020.

## Tiếp nhận phê bình
| Đánh giá chuyên môn | Đánh giá chuyên môn |
| Điểm trung bình     | Điểm trung bình     |
| Nguồn               | Đánh giá            |
| ------------------- | ------------------- |
| Metacritic          | 84/100              |
| Nguồn đánh giá      |                     |
| Nguồn               | Đánh giá            |
| AllMusic            | [ 6 ]               |
| The Guardian        | [ 7 ]               |
| The Independent     | [ 8 ]               |
| The Times           | [ 9 ]               |

Walls nhận được những lời khen ngợi từ các nhà phê bình âm nhạc. Trên trang Metacritic, một trang sử dụng điểm số chuẩn hóa với thang điểm 100 dựa trên các bài đánh giá từ các nhà phê bình đại chúng, Walls nhận được điểm trung bình là 84 dựa trên 5 bài đánh giá.
Danh sách cuối năm
| Xuất bản phẩm | Danh hiệu                           | Ng.    |
| ------------- | ----------------------------------- | ------ |
| Rolling Stone | 20 album pop xuất sắc nhất năm 2018 | [ 10 ] |

## Diễn biến thương mại
Walls ra mắt ở vị trí thứ 12 trên bảng xếp hạng US Billboard 200 và tại vị trí thứ 6 trên bảng xếp hạng UK Albums Chart, bán ra 15.604 bản và lần lượt trở thành album thứ 36 và thứ 15 của Streisand lọt vào top 75 và top 10 tại Vương quốc Anh. Tại Úc, Walls ra mắt ở vị trí thứ 7 trên bảng xếp hạng ARIA Albums Chart.

## Danh sách bài hát
Thông tin lấy từ Playbill.
| STT              | Nhan đề                          | Sáng tác                                                    | Sản xuất                    | Thời lượng |
| ---------------- | -------------------------------- | ----------------------------------------------------------- | --------------------------- | ---------- |
| 1.               | "What's on My Mind"              | Barbra Streisand Carole Bayer Sager Jonas Myrin Jay Landers | Walter Afanasieff Streisand | 5:16       |
| 2.               | "Don't Lie to Me"                | Streisand John Shanks Myrin Landers                         | Shanks Myrin                | 3:57       |
| 3.               | "Imagine/What a Wonderful World" | John Lennon Yoko Ono Bob Thiele George David Weiss          | Afanasieff Streisand        | 5:20       |
| 4.               | "Walls"                          | Afanasieff Alan Bergman Marilyn Bergman                     | Afanasieff Streisand        | 3:54       |
| 5.               | "Lady Liberty"                   | Desmond Child                                               | Child Streisand             | 3:52       |
| 6.               | "What the World Needs Now"       | Burt Bacharach Hal David                                    | Afanasieff Streisand        | 4:36       |
| 7.               | "Better Angels"                  | Bayer Sager Myrin Landers                                   | David Foster Myrin          | 4:08       |
| 8.               | "Love's Never Wrong"             | Steve Dorff Marty Panzer Landers                            | Afanasieff Streisand        | 4:06       |
| 9.               | "The Rain Will Fall"             | Streisand Myrin Charlie Midnight Landers                    | Shanks Myrin                | 4:42       |
| 10.              | "Take Care of This House"        | Leonard Bernstein Alan Jay Lerner Landers David Pack        | Streisand                   | 4:10       |
| 11.              | "Happy Days Are Here Again"      | Milton Ager Jack Yellen                                     | Streisand                   | 3:53       |
| Tổng thời lượng: | Tổng thời lượng:                 | Tổng thời lượng:                                            | Tổng thời lượng:            | 47:09      |

## Những người thực hiện
Thông tin lấy từ AllMusic.
- Walter Afanasieff – sắp xếp, bàn phím, sắp xếp dàn nhạc, sản xuất, synthesizer
- Tariqh Akoni – ghi-ta acoustic
- Leo Amuedo – ghi-ta acoustic
- Annie Bosko – hát đệm
- Adrian Bradford – kỹ sư
- Jorge Calandrelli – sắp xếp dàn nhạc
- David Campbell – sắp xếp đàn dây
- Mabvuto Carpenter – hát đệm
- Desmond Child – bàn phím, sản xuất, lập trình
- Steve Churchyard – ghi âm dàn nhạc
- Tim Davis – chỉ huy dàn hợp xướng
- Nathan East – ghi-ta bass
- Kenneth Edmonds – hát chính
- David Foster – sắp xếp, sản xuất
- Ian Fraser – sắp xếp
- Dmytro Gordon – kỹ sư
- Tyler Gordon – kỹ sư
- Mark Graham – chuẩn bị nhạc
- Keith Gretlein – kỹ sư, lập trình
- Missi Hale – hát đệm
- Jeri Heiden – thiết kế
- Russell James – nhiếp ảnh
- Jay Landers – điều hành sản xuất, ghi chú bìa album
- Whitney Martin – ký hợp đồng âm nhạc
- Michael McDonald – hát chính
- Vlado Meller – master
- Shawn Murphy – ghi âm dàn nhạc
- Jonas Myrin – sắp xếp, hỗ trợ sản xuất, hát đệm
- Obie O'Brien – ghi âm dàn nhạc
- Clay Perry – sắp xếp, bàn phím, lập trình
- Tim Pierce – ghi-ta điện
- Tiffany Plamer – hát đệm
- William Ross – chuyển thể, sắp xếp, sắp xếp dàn nhạc
- John Shanks – bass, ghi-ta, bàn phím, sản xuất, lập trình, hát đệm
- Blake Slatkin – bàn phím, lập trình
- Barbra Streisand – sắp xếp, chỉ đạo nghệ thuật, điều hành sản xuất, nghệ sĩ chính, sản xuất
- Shari Sutcliffe – ký hợp đồng âm nhạc
- Mary Webster – điều phối các bản nhạc
- Kris Wilkinson – ký hợp đồng âm nhạc
- Lucy Woodward – hát đệm
- Gina Zimmitti – ký hợp đồng âm nhạc

## Xếp hạng và chứng nhận
| Bảng xếp hạng (2018)                | Vị trí cao nhất |
| ----------------------------------- | --------------- |
| Album Úc (ARIA)                     | 7               |
| Album Áo (Ö3 Austria)               | 18              |
| Album Bỉ (Ultratop Vlaanderen)      | 50              |
| Album Bỉ (Ultratop Wallonie)        | 37              |
| Album Canada (Billboard)            | 33              |
| Album Cộng hòa Séc (ČNS IFPI)       | 59              |
| Album Hà Lan (Album Top 100)        | 15              |
| Album Pháp (SNEP)                   | 145             |
| Album Đức (Offizielle Top 100)      | 34              |
| Album Ireland (IRMA)                | 34              |
| Album Ý (FIMI)                      | 58              |
| Album New Zealand (RMNZ)            | 38              |
| Album Scotland (OCC)                | 9               |
| Album Tây Ban Nha (PROMUSICAE)      | 16              |
| Album Thụy Sĩ (Schweizer Hitparade) | 19              |
| Album Anh Quốc (OCC)                | 6               |
| Album Hoa Kỳ Billboard 200          | 12              |

| Quốc gia                                  | Chứng nhận | Số đơn vị/doanh số chứng nhận |
| ----------------------------------------- | ---------- | ----------------------------- |
| Anh Quốc (BPI)                            | Bạc        | 60.000‡                       |
| ^ Chứng nhận dựa theo doanh số nhập hàng. |            |                               |